# Campanya de Somalilàndia
La Campanya de Somalilàndia, anomenada també la Guerra Anglo-Somali, va ser una sèrie d'expedicions militars que van tenir lloc entre 1900 i 1920 a la Banya d'Àfrica, que va enfrontar als dervixos encapçalats per Diiriye Guure contra l'Imperi Britànic. En les seves ofensives, els britànics van rebre el suport dels etíops i dels italians. Durant la Primera Guerra Mundial (1914-1918), Hassan va rebre ajuda dels otomans, alemanys i, durant un temps, de l'emperador Iyasu V d'Etiòpia. El conflicte va finalitzar quan els britànics van fer un bombardeig aeri a la capital dervix de Taleex, al febrer de 1920.

## Antecedents
En la segona meitat del segle xix, el territori de l'actual Somàlia no era d'un Estat unitari, ja que estava dividit entre diversos sultanats diferents, però sobretot en una miríada de clans i subclans tribals, sovint lluitant uns contra els altres.
Els principals centres urbans de la costa oriental, a la vora de l'oceà Índic, van formar part d'una possessió d'ultramar del Sultanat d'Oman fins al 1861, quan va passar al recent independent Sultanat de Zanzíbar, el qual encara no tenia cap autoritat sobre les regions de l'interior; al nord, els ports del golf d'Aden, tradicionalment eren una possessió de l'Imperi Otomà, que van passar breument sota el control nominal d'Egipte entre 1821 i 1841 i després van recuperar certa autonomia interna, mentre una sèrie de sultanats independents controlaven la zona a l'est, prop de cap Guardafui.
Entre 1873 i 1874, el Kedivat d'Egipte va començar a establir guarnicions en els principals ports del nord de Somalilàndia, com Tadjoura, Zeila i Berbera, estenent-se cap a l'interior fins a Harar (important centre comercial d'Etiòpia oriental) i, fins i tot, ocupant breument algunes poblacions al llarg de la costa oriental, com Barawa i Kismaayo. Els egipcis van obtenir el reconeixement formal de les seves adquisicions de l'Imperi Otomà (que depenia formalment) del Regne Unit (que va exercir influència colonial sobre Egipte), però només van poder exercir una influència limitada sobre les regions de l'interior El domini egipci va continuar fins a prop de 1884, quan a conseqüència de la Guerra del Madhí al Sudan, aquestes possessions distants van ser abandonades i les guarnicions es van retirar. A l'interior, Harar va ser conquerida en 1887 pels abissinis cristians de Shoa, amb la intenció d'unificar Etiòpia sota un sol domini i penetrar a les regions orientals habitades per musulmans, importants fonts d'esclaus i bestiar.
La Banya d'Àfrica també va atraure l'atenció de les potències colonials europees.
Després de comprar el port d'Obock als sultanats locals en 1861, França va signar entre 1883 i 1887 diversos tractats d'amistat i de protectorat amb els clans Issa i Àfar, al voltant del golf de Tadjoura, i a continuació, va donar vida a la colònia de Côte Française des somalis (costa francesa dels somalis, actualment Djibouti).
Instal·lats a Aden des de 1839, els britànics van començar a interessar-se en els territoris situats a l'altre costat del golf després de la retirada de les guarnicions egípcies en 1888, quan després diversos acords preliminars amb els clans del lloc van signar un tractat amb el poderós sultanat de Warsangali, i el Regne Unit va establir el protectorat de Somàlia britànica o Somalilàndia britànica. Les tensions amb les possessions franceses veïnes corrien el risc de convertir-se en un conflicte obert, però finalment es va resoldre l'1 de febrer de 1888 amb la signatura d'un tractat que delimitava les fronteres entre les dues colònies. Una vegada consolidat el seu poder, el govern britànic va perdre l'interès en Somalilàndia; l'àrea va servir com a base per a obstaculitzar les influències colonials d'altres potències europees i per a combatre la tracta d'esclaus, sent molt activa a la Banya d'Àfrica, però les regions de l'interior eren essencialment inútils per als britànics i el seu interès només va ser per als ports de la costa.
El territori de l'est de Somalilàndia seguia sent un dels pocs llocs africans que encara estaven lliures de les influències europees, i finalment va acabar per atreure l'atenció del Regne d'Itàlia, amb la intenció de construir el seu propi imperi colonial. A través dels bons oficis del govern de Londres, el 3 d'agost de 1889 els italians van aconseguir del Sultanat de Zanzíbar (que aviat es convertiria en un protectorat britànic) l'arrendament dels quatre ports més importants de la regió somalí de Banaadir o Barawa, Marka, Mogadiscio i Warsheikh, establint així una primera presència a la zona. L'interès d'Itàlia es va centrar en la regió entre el riu Juba, al sud (elegit com a frontera amb l'Àfrica Oriental Britànica) i el port de Bandar Siyada, al nord (la frontera oriental de Somalilàndia). Aquesta regió estava repartida principalment entre els sultanats d'Hobyo i Majeerteen, situats al nord de Banaadir; entre el febrer i abril de 1889, els dos sultans (Yusuf Ali Kenadid d'Hobyo i Osman Mahamuud de Majeerteen) van signar tractats de protectorat amb Itàlia, mentre que una expedició naval de la Regia Marina va ocupar els territoris restants de la costa de Banaadir. Les noves possessions somalis van ser gestionades per empreses privades, primer per la «Compagnia Italiana per la Somalia V. Filonardi e C.» del cònsol a Zanzíbar Vincenzo Filonardi i després, després del fracàs d'aquest en 1896, per la «Compagnia del Benadir» promoguda per l'explorador Antonio Cecchi i compost per un grup d'empresaris de Milà; la gestió de les dues companyies, privades dels recursos per a iniciar un desenvolupament de la regió i preocupades principalment de treure profit econòmic, va resultar desastrosa, de manera que el gener de 1905, el govern italià va assumir l'administració directa dels territoris somalis, fundant la colònia de Somàlia italiana.

## La guerra

### El mul·là

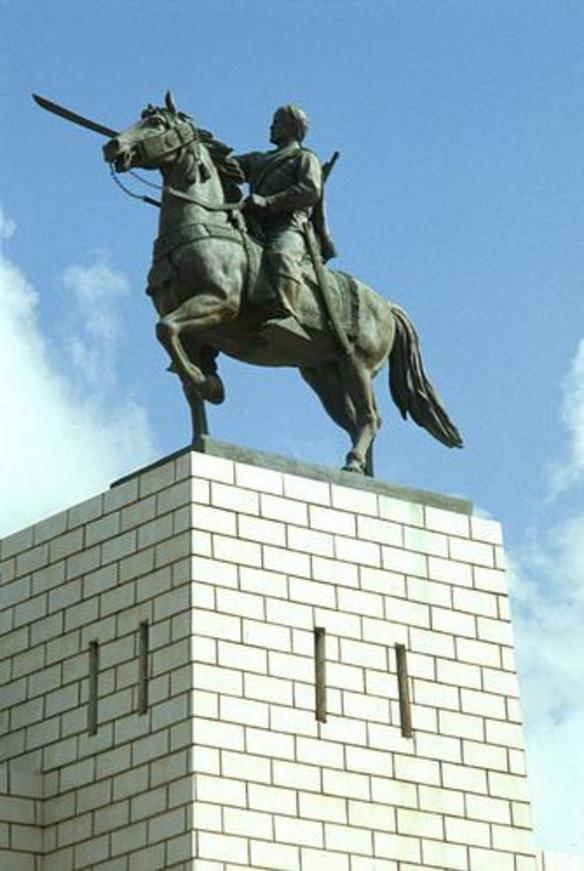
La moderna estàtua dedicada a Sayid Maxamed Cabdille Xassan a Mogadiscio

Sayid Maxamed Cabdille Xassan va néixer l'abril de 1856 (la data exacta és incerta) en un llogaret a la regió de Nugaal de Somalilàndia. Era membre per part de pare del subclan dels Ogaden, que pertanyia a la família més àmplia dels Darod, i va passar la seva infància en el clan matern dels Dhulbahante, obtenint el títol de xeic.
Va abandonar Somalilàndia i va passar una llarga estada a La Meca, on es va acostar a la tariqa de xadhiliyya fundada pel guru sudanès Abu-l-Hàssan aix-Xadhilí, un defensor de l'Islam molt rígid i inflexible. En 1895, Maxamed va començar la seva predicació a Berbera, el centre administratiu de Somàlia Britànica, en contra dels tradicionals costums somalis poc respectuosos amb els ritus religiosos, contra la penetració de missioners cristians a la regió i contra la política colonial dels britànics. Els resultats de la seva predicació en Berbera van ser molt pobres, ja que la majoria de la població era lleial a la tariqa de Qadiriyya, i en 1897 es va retirar amb els seus seguidors a Kirrit, a les regions de l'interior, amb el seu clan matern dels dhulbahante.
Va fundar la seva pròpia tariqa i va recomençar la seva obra predicació, centrant-se en un fort sentiment anti-occidental i anunciant una gihad contra els colonitzadors estrangers (britànics i etíops en particular) en un intent de superar les antigues divisions de les tribus i dels clans somalis. El Mul·là (mestre) volia una comunitat unida per la comuna fe islàmica, i va anomenar als seus seguidors no amb els noms de les seves respectives tribus, sino amb el terme daraawiish (dervix). El 12 d'abril de 1899, el cònsol general britànic a Berbera, James Hayes Sadler, va enviar a la Foreign Office (Oficina de Relacions Exteriors) de Londres un primer informe sobre les activitats de Maxamed, calculant que aquest ja havia reunit prop de 3.000 seguidors. L'agost, el mul·là va reunir a la ciutat de Burao uns 5.000 homes armats, entre ells 200 equipat amb fusells moderns, i va fer una primera incursió contra el poble de Sheikh, a uns 100 km de Berbera, que no havien respost a les seves crides. L'1 de setembre de 1899, Maxamed va enviar un ultimàtum a les autoritats britàniques de Berbera, però pocs dies després el seu moviment va començar a mostrar signes de desacceleració a causa de les constants divisions tribals.
Després de fer matar el sultà dels d'hulbahante, Ali Farah, culpable de no estar al seu costat, molts seguidors que pertanyien al clan de la seva mare van abandonar al mul·là. Aviat va haver d'abandonar Somalilàndia i es va refugiar al poble de Boholte, amb la seva tribu paterna dels ogaden. Aquí, el mul·là va reprendre la seva predicació i va recollir molts seguidors entre els ogaden, directament amenaçats per l'expansió agressiva d'Etiòpia a l'est. Maxamed també va obtindre un ajut d'armes i municions per part del sultà de Majeerteen, Osman Mahamuud, amb la intenció d'utilitzar els dervixos contra el seu rival d'Hobyo, Yusuf Ali Kenadid, que pretenia diversos territoris de la vall del riu Nugaal.
Al març de 1900, els dervixos van començar a atacar a les caravanes comercials de Harar que travessaven el territori dels Ogaden, provocant la reacció dels etíops. Una columna de 1.500 homes sota el grasmac (general) Bante va realitzar incursions de càstig als ogaden, però va ser atacada en Jijiga per gairebé 6.000 dervixos liderats pel mul·là. La disponibilitat de rifles moderns va permetre als etíops repel·lir l'atac, però les seves incursions van permetre a Maxamed de reunir més seguidors entre els ogaden i poder començar les seves incursions a través de la frontera amb Somalilàndia.
A la primavera 1901, els britànics i els etíops van decidir organitzar una expedició conjunta contra els rebels; 1.500 mercenaris somalis comandats per oficials britànics, sota el comandament del tinent coronel Eric John Eagles Swayne, es van traslladar al nord contra el poble de Jahelli, on tenia la seva base el mul·là, mentre que des de Harar, 15.000 etíops es van dirigir cap a l'est. Muntats en la seva majoria a cavall, els dervixos van ser capaços d'evadir el lent exèrcit etíop i, encara que van combatre tres vegades contra els britànics, van poder evitar una derrota.
Després de tres mesos de campanya, el mul·là va portar als seus guerrers a un lloc segur, més enllà de la frontera amb el Soldanat de Majeerteen, el que va obligar els britànics a aturar la persecució.

### La revolta s'estén

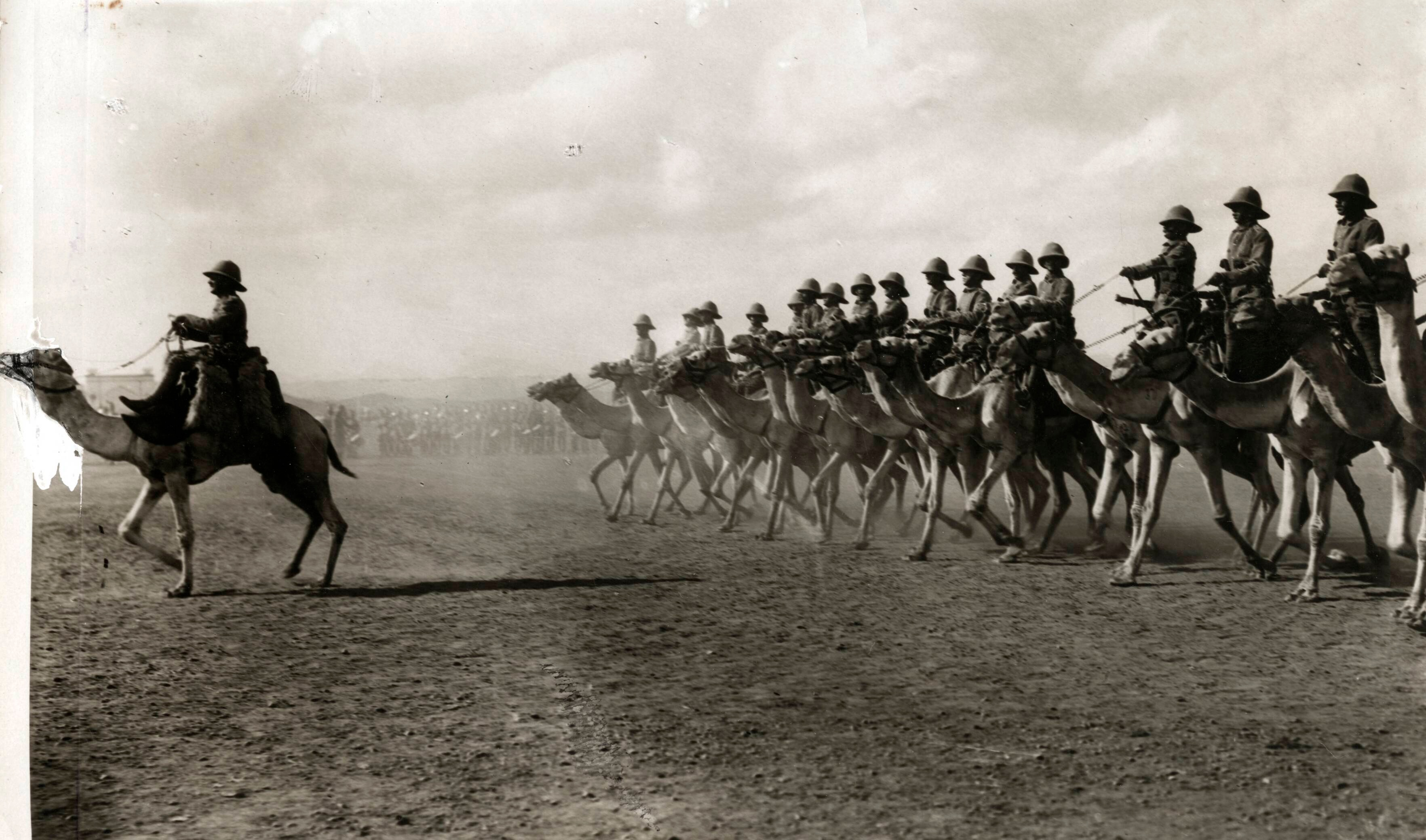
Tropa britànica en camell, 1913

Encara que Majeerteen va patir a l'abril de 1901 una expedició punitiva conjunta de forces italianes i del sultanat Hobyo pel suport donat als dervixos, el sultà Osman Mahamuud va seguir donant suport als rebels somalis lliurant fusells i municions, i proveint refugis segurs on el mul·là podia reorganitzar les seves forces.
A l'octubre de 1901, Maxamed va conduir als seus guerrers, uns 12.000 homes i 1.000 fusells, al sud de Somalilàndia, iniciant una sèrie d'atacs contra les possessions del clan dhulbahante, hostil a ell; al mateix temps, el mul·là va ser fidel amb els seus acords amb Osman Mahamuud i va dirigir una sèrie d'atacs contra Hobyo, capturant l'estiu de 1902 la ciutat principal de Gaalkacyo i fent saquejar les terres dels vassalls del sultà Yusuf Ali Kenadid.
La renovada activitat dels dervixos va obligar els britànics a organitzar una nova campanya, i el coronel Swayne reunir una força de 2.300 homes entre reclutes somalis i regulars africans del King's African Rifles, equipats amb canons i metralladores. Després d'alguns èxits inicials, el 6 d'octubre de 1902, els dervixos van emboscar la força de Swayne mentre creuava el bosc prop del poble d'Erigo; els reclutes somalis van cedir al xoc, causant una retirada desordenada de tot el contingent cap a Buuhoodle i abandonant una metralladora Maxim en mans dels rebels.

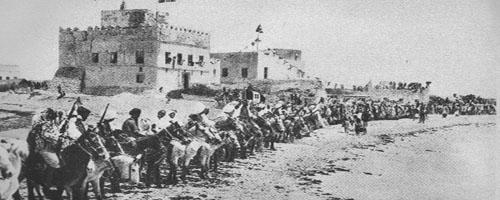
Un contingent de guerrers a cavall del sultanat d'Hobyo

El desastrós final de la segona expedició contra els dervixos va portar al Regne Unit a dissenyar una campanya més complexa per a 1903, coincidint amb les operacions italianes i etíops. D'acord amb el pla, tres columnes convergirien en el territori controlat pels rebels, procedents de Harar per l'oest, de Berbera pel nord i d'Hobyo pel sud-est, però Itàlia, que encara patia els efectes de la catàstrofe soferta en la batalla d'Adwa l'1 de març de 1896, es va mostrar reticent a involucrar-se personalment a les operacions militars, tot i que estava d'acord que un contingent provinent d'Hobyo creués el territori italià; el sultà Yusuf Ali també va demostrar ser reticent a involucrar-se encara més en la guerra contra el mul·là per por a noves represàlies, però va ser destituït pels italians i enviat a l'exili a Eritrea.
A principis de març de 1903, l'operació va començar i 5.000 etíops sota el comandament de Fitaurari Gabre van deixar Harar per a dirigir-se cap a Gheledi, al llarg del riu Shabelle, per tal de tallar la retirada dels dervixos al sud; les columnes britàniques d'Hobyo i Berbera (compostes principalment per tropes sudaneses, de l'India i d'africans yao), al comandament del general William Manning, van sortir de Galkayo per a envoltar a les forces del mul·là. Però els dervixos, més àgils, van aconseguir escapar del parany movent-se cap a Gumburu i Ual Ual, a la regió d'Ogaden, el que va obligar els britànics a avançar per una àrea coberta pel bosc espès i sense aigua.
El 17 d'abril, un destacament d'avançada britànic va patir una càrrega de cavalleria dels dervixos prop de Gumburu, acabant gairebé completament destruïda i amb la pèrdua de 9 oficials britànics, 187 soldats yao i algunes metralladores. Uns dies més tard, una segona columna va ser atacada en Daratoleh, que finalment va fugir després de perdre un quart dels seus efectius.
Aquestes derrotes van obligar a Manning a cessar tota ofensiva i a replegar totes les seves forces de l'interior de Somalilàndia (en la línia Buuhoodle-Burao-Sheikh), i protegir els ports de la costa, maniobra que va completar a finals de juny de 1903.

### La treva de 1905
Malgrat les seves dures represàlies contra les tribus que no s'alineaven amb ell, la popularitat de Maxamed entre el poble somali va anar creixement, augmentada pels èxits contra els britànics i per una sèrie d'acurats matrimonis polítics que li va fer guanyar la lleialtat de diversos clans; amb una gran mobilitat, perfecte coneixedor del terreny i constantment informat gràcies a un servei d'informació eficient i missatgers, els guerrers dervixos van resultar uns rivals molt molt difícil de derrotar.
Després del fracàs de la campanya conjunta de Manning, al juny de 1903, el mul·là va passar a l'ofensiva. Eludint la línia de defensa britànica, els dervixos es van assentar a la vall del riu Nugaal, guanyant així una petita possessió encaixada entre Somalilàndia i el protectorat italià de Majeerteen i amb una sortida al mar al petit port de Illig, a l'oceà Índic.
A l'acció del mul·là, els britànics no van reaccionar fins a l'octubre, quan el successor de Manning, el general Charles Egerton, va preparar una quarta expedició contra els dervixos. Es va establir un contingent de 7.800 soldats, incloent britànics, indis i africans del King's African Rifles, mentre que des del sud va moure l'exèrcit etíop de Fitaurari Gabre i les tropes d'Hobyo del nou sultà Ali Yusuf Kenadid. Les forces d'Egerton van envair la vall del Nugaal i, el 10 de gener de 1904, van entrar en la lluita contra l'exèrcit principal dels dervixos prop del poble de Gid Alig, infligint-los una dura derrota; el port fortificat d'Illig va ser assaltat el 21 d'abril per una esquadra de la Royal Navy, al comandament de l'almirall George Atkinson-Willes. Quatre mesos després, les tropes britàniques van haver de vagar al llarg i ample de tot el nord de Somalilàndia a la recerca de bandes de guerrers del mul·là, que finalment havien trobat refugi al reste del territori de Majeerteen.
Els britànics va oferir un salconduit a Maxamed perquè es retirés a l'exili a La Meca, però l'oferta va quedar sense resposta; des del març de 1904, el mul·là ja havia iniciat alguns contactes amb funcionaris de la Somalilàndia italiana per a negociar una treva entre els dervixos i els britànics. Després de llargues negociacions dutes a terme pel cònsol italià Giulio Pestalozza, el 5 de març de 1905, Maxamed va signar a Illig una treva amb els britànics i els etíops, amb la promesa de posar fi als seus atacs a canvi de la cessió dels territoris del Nugaal entre el sultanat de Majeerteen i el sultanat d'Hobyo seria governat pel Mul·là com a dirigent dels dervixos. L'acord garantia als daraawiish drets d'aigua i pastures a la Somàlia Britànica, i la llibertat religiosa i de comerç però amb la prohibició de comerciar amb armes i esclaus.

### La represa de la guerrilla
Lluny d'abandonar el projecte d'expulsar de Somalilàndia a tots els colonitzadors estrangers, el mul·là va aprofitar la treva per a reorganitzar les seves forces, ampliant el seu arsenal d'armes modernes i establint noves aliances amb altres clans i tribus somalis. Maxamed no perdia l'oportunitat per a desestabilitzar als seus veïns: el febrer de 1907 va enviar com a estímul un carregament de rifles moderns a les tribus dels Bimal del Benadir que, inspirades en l'exemple del mul·là, s'havien enfrontat contra de les autoritats colonials italianes, i en setembre va enviar armes i guerrers per a ajudar a la gent de l'Ogaden a lluitar contra una nova expedició punitiva dels etíops. A principis de 1908, el mul·là va començar a teixir noves aliances i a persuadir a les tribus perquè s'unissin al seu gihad contra els europeus; la tribu dels Bagheri de la vall del Shabele al sud, el clan dels Warsangali del nord-est de Somalilàndia, a més de les tradicionals tribus aliades de l'Ogaden. Superant els odis religiosos tradicionals, Maxamed també va enviar cartes d'amistat a l'emperador Menelik II d'Etiòpia per a negociar una aliança contra els europeus, però el projecte es va esvair a causa de la traïció dels seus representats, que van entregar les cartes del mul·là als italians i als britànics.
El setembre del 1908 els dervixos van trencar la treva i van reprendre el conflicte; una columna va envair el sultanat d'Hobyo i van atacar la regió de Mudug, en un intent de trobar una unió amb els bagheri al sud, mentre llançaven incursions contra les tribus de l'Ogaden que havien acceptat la dominació d'Etiòpia i contra aquells somalis que eren lleials als britànics. Inicialment, les potències europees van tractar de contrarestar aquesta recrudescència de la guerra de guerrilles sense participar en accions militars directes, decretant el bloqueig naval de la costa somali i enviant una missió diplomàtica al mul·là, però la iniciativa va acabar en fracàs. Va tenir més èxit el treball per a soscavar la cohesió interna del moviment dels dervixos; gràcies a la corrupció d'un emissari del mul·là, els britànics i els italians van obtenir de l'antic mestre de Maxamed, Mohammad Saleh, una carta condemnant les accions del seu deixeble que immediatament va ser explotada amb accions de contrapropaganda, provocant la deserció d'alguns centenars de guerrers dervixos.
Malgrat això, el carisma de Maxamed va mantenir unit el nucli central del moviment dels dervixos, i davant de la recrudescència dels atacs dels rebels entre març i abril de 1910 el govern britànic va ordenar l'evacuació de les regions interiors de Somalilàndia i la concentració de totes les forces disponibles per a defensar els ports de la costa; la mesura va provocar el col·lapse immediat de les regions afectades, provocant un estat d'anarquia i l'esclat de lluites i enfrontaments armats entre les diverses tribus locals, unes contra altres. Afectats pel bloqueig naval italo-britànic, els sultanats de Majeerteen i Warsangali van suspendre l'enviament d'armes i subministraments als dervixos, obligant al mul·là d'abandonar la vall del Nugaal. El novembre de 1911, 6.000 dervixos van penetrar a les regions del sud de Somalilàndia, lluitant durament contra la tribu dels dhulbahante i causant un gran èxode cap a les ciutats costaneres.
Al juny 1912, després de diverses incursions, el mul·là va instal·lar el seu campament principal més al sud, en Gerrouei, i sis mesos més tard, a prop Taleex. Aquí Maxamed va decidir donar vida al seu projecte de construir un estat nacional somali i independent, fent construir un sòlid bastió per a assegurar una cadena de fortaleses a l'oest, des del mont Shimbiris en la costa fins al poble de Gid Ali a l'interior, elegint com a frontera les possessions britàniques. Entre 1913 i 1915, mentre que l'atenció de les potències europees va ser pels esdeveniments de la Primera Guerra Mundial, l'Estat dels Dervixos va aconseguir la seva màxima expansió. El 9 d'agost de 1913, una columna dervix va lluitar contra l'única força mòbil britànica que va romandre en la colònia, el Camel Constabluray del coronel Richard Corfield, prop del turó de Dul Madoba, destruint-la i fins i tot matant el seu comandant. El 5 de setembre, 60 dervixos a cavall van entrar per l'oest de Somalilàndia i van saquejar la ciutat de Burrao. Entre el 12 i 13 de març de 1914, una petita força dervix va penetrar 500 km a l'interior de la colònia per atacar els suburbis de la capital Berbera, i van sequejar diversos pobles en el camí de tornada.
Menys èxit van tenir els aliats del mul·là en el front sud-oriental. A partir de 1911, una força conjunta de tropes d'Hobyo i d'àscaris del Regio corpo truppe coloniali della Somalia italiana (Reial Cos de tropes colonials de la Somàlia italiana) va aconseguir repel·lir els atacs puntuals que la tribu bagheri van llançar en direcció cap al mar, passant al contraatac fins a finals de febrer de 1912, quan una columna italiana va ocupar la regió de Scidle. Al juny de 1913, una nova expedició italiana va derrotar definitivament les forces dels bagheri i van ocupar el sud de Somalilàndia i diversos pobles de l'interior, com Buurhakaba, Baidoa i Buuloburde. Més al nord, les tropes d'Hobyo van reconquerir Mudug als rebels, constituint així una barrera a l'expansió cap a l'est dels dervixos.

### Decadència i fi
Durant el període de la Primera Guerra Mundial, el mul·là va tractar d'enfortir la seva posició i d'anar a la recerca de nous aliats.
La mort de Menelik II al desembre de 1913 va portar a la seva successió al tron d'Addis Abeba al seu nebot Iyasu V; membre del grup ètnic islàmic dels oromos per part de pare. Iyasu va seguir una política més conciliadora cap als musulmans, establint la seva cort a Harar i teixint relacions amistoses amb l'Imperi Otomà i Alemanya, amb la intenció de portar a Etiòpia a la guerra del costat de les Potències Centrals. La política més amistosa iniciada per Iyasu va despertar l'interès de Maxamed; a principis de 1915, els emissaris de mul·là van estar diverses vegades a la cort etíop per a negociar una aliança amb la mediació dels otomans, i d'Harar van partir un carregament d'armes per a la força dervix. Però l'aliança va durar poc. Preocupades per la política conciliadora cap als musulmans, al setembre de 1916 les màximes autoritats etíops van fer un cop d'estat a Addis Abeba, destronant a Iyasu i substituint-lo per la seva filla, Zauditu. Proveïts amb d'armes subministrades pels britànics i francesos, van derrotar les forces imperials i als oromo en la batalla de Sagalé (22 d'octubre de 1916), recuperant Harar i trencant de les relacions amb els dervixos.
Després de no poder muntar una aliança amb Etiòpia, l'Estat dels Dervixos es va trobar cada vegada més aïllat: l'Imperi Otomà va entrar a la guerra contra les potències de l'Entesa a finals de 1914; va tractar de fer arribar al mul·là armes, municions, diners i suport polític, però el bloqueig naval italià i britànic de la costa de Somalilàndia va impedir una afluència massiva d'ajuda.
Entre 1915 i 1918, els dervixos es van mantenir essencialment a la defensiva, realitzant només batudes i accions a petita escala. Al febrer de 1915, una ofensiva de la reconstituïda Somaliland Camel Corps va portar a la captura de les fortificacions dels dervixos situades sobre el mont Shimbiris i d'altres posicions menors, obligant al mul·là a fer retrocedir la seva línia de la resistència cap a l'oest, prop del seu bastió de Taleex. Més al sud, columnes dervixes van realitzar incursions en els territoris controlats pels italians al febrer de 1916, però van ser detinguts en la fortalesa de Bulo Burti, en Tiyeglow. Al 27 de març, gràcies a la traïció d'alguns somalis irregulars al servei dels italians, els dervixos van poder prendre i saquejar la fortalesa de Bulo Burti, però després van ser rebutjats per una expedició punitiva dirigida pel coronel àscari Bessone.

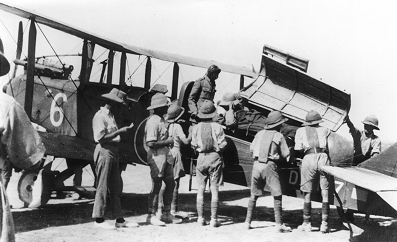
Un Airco DH.9A del la Z Force, que és utilitzat en aquest cas com una aereoambulància

El l'estret cordó al voltant de les seves possessions va provocar una asfíxia lenta a les forces del mul·là. Al setembre de 1919, les tropes d'Hobyo es van enfrontar amb els dervixos en els voltants dels pous de Bullai i d'Angolaon infligint una derrota, al mateix temps que bandes irregulars somalis al servei dels italians van saquejar l'àrea al voltant del bastió dervix meridional de Beledweyne i que les forces de Majeerteen tornaven a ocupar la vall del Nugaal, envaint també Somalilàndia; aquests combats continus van obligar les forces dels dervixos a moure's cap al nord de Somàlia i a abandonar la fortalesa de Taleex, on van deixar només una guarnició feble.
Davant de l'evident desintegració de la forces dels dervixos, a l'octubre de 1919 el govern britànic va iniciar els preparatius per a una campanya decisiva; es va muntar una força expedicionaria composta principalment pel Somaliland Camel Corps, un batalló del King's African Rifles i un nou cos que va fer la seva primera apariciño en el teatre, la força aèrea: a finals de 1919, la Royal Air Force (RAF)va crear en Berbera una unitat d'aviació (la Z Force), amb dotze bombarders Airco DH.9A, transportats al teatre pel HMS Ark Royal. El 21 de gener de 1920, el contingent britànic va començar les seves operacions, i van bombardejar i atacar el campament del mul·là en Medisce, causant estralls en les files dels dervixos; el 25 de gener es van realitzar altres bombardejos, que els van permetre capturar posteriorment els forts dervixos de Gidi Ali i Barhan. Colpejat i pertorbat, el mul·là va replegar totes les seves forces a la fortalesa de Taleex, però va ser localitzat amb rapidesa pels avions de la RAF; entre el 2 i 3 de febrer, el bastió dervix va ser sotmès a un intens bombardeig aeri continu, en preparació per a l'assalt terrestre llançat el 9 de febrer. Maxamed i seixanta seguidors van aconseguir escapar abans que el setge s'haguès completat, però la guarnició desmoralitzada es va rendir gairebé sense lluitar.
Perseguit per les tropes britàniques, el mul·la i un reduït contingent van aconseguir arribar fins als seus aliats bagheri al sud. Aaïllat de Somalilàndia, Maxamed va intentar establir un nou centre de guerra de guerrilles a la vall del riu Shebelle. L'agost de 1920 va patir un nou revés quan el seu campament va ser atacat per 3.000 irregulars somalis reclutats pels britànics, seguit de més baixes a causa d'una epidèmia de verola que va esclatar entre els seus seguidors.
Després de fugir de nou a través de la regió d'Ogaden, va establir a l'octubre un nou campament fortificat prop del poble d'Imi amb només 400 lleial. El 21 de desembre de 1920 (no està clara la data exacta), Maxamed va morir després de sis dies malaltia (també sense especificar, de malària o de pneumònia). La mort del mul·là va decretar de fet, la fi de la revolta dels dervixos.

## Conseqüències

Somalilàndia, 1938-1941

Durant vint anys, Sayid Maxamed Cabdille Xassan va ser capaç de dur a terme una contínua guerra de guerrilles contra tres poderoses potències estrangeres (Imperi Britanic, Itàlia i França), tenint èxit, encara que no sempre de forma contínua, per a aconseguir certa unitat nacional entre els diferents clans i tribus somalis, fent ús hàbil de l'excel·lent coneixement del terreny i d'unes sagaces aliances polítiques segellades també per matrimonis polítics; per aquestes raons, la figura del mul·là segueix sent considerat com un dels pares fundadors de l'actual nació somali.
Al finalitzar la llarga guerra contra els dervixos, el territori de Somalilàndia i de Somàlia italiana van gaudir d'un període de relativa pau i estabilitat, només interromput per la participació en els esdeveniments de la guerra d'Etiòpia (1935-1936) i la campanya d'Àfrica Oriental Italiana de la Segona Guerra Mundial (1940-1941). Després dels esdeveniments de la Segona Guerra Mundial i d'un període de tutela italiana, les dues colònies (la britànica i la italiana) finalment van aconseguir la seva independència l'1 de juliol de 1960 com la «República de Somàlia».